# Max David
Max David (Cervia, 24 dicembre 1908 – Milano, 24 marzo 1980) è stato un giornalista italiano.

## Biografia
Nato a Cervia da antica famiglia ravennate di religione ebraica col nome di Massimo David, passò l'infanzia tra Cervia e Ravenna, dove il padre Attilio gestiva una farmacia. I nonni erano stati animatori della vita culturale della città bizantina negli anni in cui muoveva i primi passi Corrado Ricci, uno dei fondatori del sistema di tutela dei beni culturali nell'Italia postunitaria. Lo zio Ulderico era uno dei più valenti fotografi degli anni dieci e venti. 
Il padre preparò per lui un futuro da farmacista, ma Massimo decise di non seguire le orme del genitore. Lasciò gli studi e iniziò a girare il mondo.
A 17 anni si imbarcò come mozzo su un mercantile in partenza per il Nord Europa. Al ritorno, si iscrisse alla rinomata scuola di enologia di Conegliano Veneto, dove si diplomò. Nel 1931, dopo il servizio di leva, si trasferì a Milano per tentare la carriera di giornalista. Cominciò come cronista di nera, ma si occupò anche di cronache sportive e di interviste a personaggi dello spettacolo, firmandosi fin dai primi articoli Max David.
Negli anni dal 1936 al 1943 Max David seguì tutte le guerre che coinvolsero, direttamente o indirettamente, l'Italia. Inviato speciale del quotidiano milanese «La Sera-Il Secolo», fu spedito in tutto il mondo a scrivere di battaglie, rivoluzioni, colpi di Stato, da Addis Abeba a Calcutta, da Atene a Barcellona.

David scrisse le sue prime corrispondenze di guerra dall'Africa: nel 1936 fu in Etiopia al seguito delle truppe italiane guidate dal generale Graziani. Nel 1937 seguì la guerra civile spagnola. Durante il secondo conflitto mondiale fu presente in tutti i fronti di guerra come inviato della «Gazzetta del Popolo» di Torino. Nell'ultimo periodo del conflitto fu bloccato in Spagna, dove lavorò alla sua opera principale, Volapiè, la storia della tauromachia. Tornò in Italia nel 1945. 
Nel 1948 fu nel Vicino Oriente come inviato del «Giornale d'Italia» di Roma e partecipò al conflitto arabo-israeliano. Quell'anno fu assunto dal «Corriere della Sera», il principale quotidiano italiano. Per il giornale milanese si trasferì in Cina, dove raccontò la ritirata di Chiang Kai-shek; poi, ancora, in Pakistan, poi al Cairo (1952-53), quindi in Kenya (dove narrò gli attacchi terroristici dei Mau-Mau) e in Argentina, per la caduta di Juan Domingo Perón, dove assistette all'ultima battaglia dei Peronisti in difesa della sede del Partito. Narrò anche la caduta del regime di Salazar in Portogallo.
Max David fu un giornalista di successo, con un grande fiuto per le notizie e una scrittura limpida, rapida e chiara. Ebbe una particolare predilezione per l'Africa e per il mondo dei cavalli. Per oltre vent'anni fu inviato speciale del «Corriere della Sera» e della «Domenica del Corriere», che abbandonò a seguito della virata a sinistra di Piero Ottone. Nel 1974, grazie all'amicizia personale con Attilio Monti, fu assunto dal «Resto del Carlino», dove rimase fino agli ultimi anni della carriera.
Tra un viaggio e l'altro tornava sempre a Cervia, nella villa dei genitori, o nella sua casa sulla collina di Bertinoro, battezzata Ca' d'j pinsir. Si sposò due volte; dall'unione con la seconda moglie nacque Massimiliano David (1959).
Nel 1966, insieme ad Alteo Dolcini, fondò il «Tribunato di Romagna» (centro di valorizzazione e diffusione della cultura, della lingua e del folclore romagnolo), del quale fu Primo Tribuno dal 1967 al 1975. 
Morì in seguito ad un ictus a Milano nel 1980  ed è sepolto nel cimitero di Cervia. Lasciò i suoi libri in eredità alla Biblioteca Comunale di Cervia.

## Opere
Max David fu autore di libri dotati di notevole freschezza, vivacità e senso dell'umorismo, a cominciare da Volapié (1955), lodato da Ernest Hemingway e vincitore del Premio Bagutta Opera Prima 1955. 

L'elenco delle sue opere è il seguente:
- Volapiè, Collezione Meridiani, Milano, Edizioni Librarie Italiane, 1954.
- Gli italiani a cavallo. Disegni di Aligi Sassu, Milano, Bietti, 1967.
- Gli Inglesi in spiccioli, Collana Humour, Milano, Bietti, 1967.
- La sposina americana, Collana Humour, Milano, Bietti, 1970.
- Buana Muandi, l'Africa degli uomini e delle buone belve, Collana Caleidoscopio, Milano, Bietti, 1973.
- Il romanzo del Passatore, Milano, Rusconi, 1977.
- Giornalaccio romagnolo, Milano, Rusconi, 1978.
- Sulle orme di Lawrence d'Arabia. Corrispondenze dal deserto di Max David, a cura di N. Cicognini, Milano, Edizioni ET, 2007.